# Francesco Corteccia
Francesco Corteccia  (né le 27 juillet 1502 à Florence – mort dans la même ville le 7 juin 1571) est un compositeur, organiste et maître de chapelle italien du XVIe siècle. Cristofano Malvezzi et Luca Bati furent ses élèves. On lui doit des madrigaux et des œuvres instrumentales.

## Biographie
Francesco Corteccia est né à Florence. En 1515, il était un enfant de chœur et était inscrit à l'école de la cathédrale. À cette époque il a probablement étudié l'orgue avec Bartolomeo degli Organi, et la composition avec Bernardo Pisano. Le 22 octobre 1527, il est devenu aumônier au baptistère, et en 1531, il est entré indirectement au service des Médicis à la fois comme aumônier et organiste à la basilique de San Lorenzo, l'église des Médicis. De 1535 à 1539, il a été organiste à San Lorenzo, et à partir de 1540 jusqu'à sa mort, il était maître de chapelle à la cour du duc de Florence Cosme Ier de Toscane.
Au cours de sa longue carrière comme maître de chapelle auprès des Medicis, sa position s'est progressivement élevée. À la chapelle, il a été successivement aumônier, chanoine surnuméraire, et chanoine, et en plus, il a occupé des postes auxiliaires comme chambellan et archiviste. Dans les années 1560, il a été remplacé par Alessandro Striggio comme compositeur de la plupart des productions musicales somptueuses de la cour des Médicis, mais il a conservé le poste de maestro di cappella. Corteccia est mort à Florence en 1571, au début d'une période de déclin musicale à la cour des Médicis.

## Œuvres
La cour des Médicis était l'une des plus somptueuses en Europe, et la famille florentine était pleinement consciente de son statut et de son prestige, comme en témoignent les créations artistiques qu'elle a inspirées, commandées ou achetées. Corteccia a servi les Médicis pendant la majeure partie de sa vie et a contribué à créer certains des spectacles les plus élaborés des Médicis. Plus tard, des compositeurs au service des Médicis, comme Alessandro Striggio, ont poursuivi dans la même veine, la création de quelques-unes des compositions polyphoniques les plus importantes et les plus extravagantes de toute l'époque.
Corteccia a écrit la majeure partie de sa musique relativement tôt dans sa carrière. Sa production a atteint un sommet au début des années 1540. Sa musique est à la fois sacrée et profane, et une grande partie de celle-ci, fait inhabituel pour un compositeur œuvrant avant la naissance de l'opéra, est spécialement écrite pour la scène. Il était aussi atypique au sein de la première génération de compositeurs de madrigaux, car il a publié une collection complète dédiée uniquement à ce genre: son Livre de madrigaux à quatre voix, publié en Venise en 1544. Certains de ses madrigaux diffèrent de la musique vocale habituelle de ce temps car est expressément indiqué l'accompagnement instrumental. Cela provient du fait qu'ils étaient composés en vue d'être exécutés lors de spectacles scéniques.

### Musique sacrée
La musique sacrée de Corteccia comprend la mise en musique des Lamentations de Jérémie (perdu), des hymnes et de nombreux motets. Il a écrit la plupart de cette musique au début de sa carrière. La majeure partie de celle-ci n'a été publiée qu'en 1570 et 1571, à Venise, probablement en raison du manque de moyens de publication à Florence avant cette date. Corteccia a écrit une lettre pour la dédicace de plusieurs des volumes de motets, et dans cette lettre, il signale qu'il a travaillé sur eux pour les perfectionner pendant 30 ans. Un grand nombre des modifications qu'il a faites étaient conformes à la réforme liturgique du Concile de Trente.
Les hymnes sont écrits pour la plupart en forme de répons, c'est-à-dire qu'un verset est chanté en plain-chant, l'autre dans le style polyphonique, et cette formule se répète. Corteccia varie l'écriture dans les sections polyphoniques s'éloignant de l'imitation stricte du contrepoint libre, avec parfois des intermèdes en homophonie, tout ceci pour créer de la variété dans cette musique.

### Intermèdes et madrigaux
Comme compositeur de la cour de Cosme de Médicis, Corteccia était sollicité pour écrire de la musique, souvent des intermèdes, pour divers divertissements de la cour et des spectacles somptueux, qui étaient donnés souvent à l'occasion de mariages. Les intermèdes étaient joués entre les actes de pièces de théâtre, les plus élaborés étant ceux conçus pour des cérémonies d'État. Souvent, ces intermèdes se composaient de groupes de madrigaux, en relation à l'objet de la pièce; ainsi ils étaient mis en scène, chantés, et faisaient partie d'une action dramatique. Ils sont considérés comme l'une des formes qui a précédé l'opéra. Un tel intermède composé par Corteccia était formé d'un ensemble de sept madrigaux qu'il a écrit pour le mariage en juin 1539 du duc Cosme avec Éléonore de Tolède, et dont nous est parvenue une description détaillée. Ces madrigaux, qui ont été écrits pour la pièce Il commodo d'Antonio Landi, ont été chantés en costume, avec des interprètes jouant des nymphes, des bergers, des sirènes, des nymphes de la mer, et des monstres marins (les trois nymphes de la mer jouaient de la flûte, les monstres marins du luth). La représentation a été minutieusement mise en scène, avec des chanteurs accompagnés de divers instruments (clavecin, basse de viole, cornet à bouquin, cromornes, flûtes, violon, violone, et un quatuor de trombones); lors du finale, 20 bacchantes, pour la plupart ivres et composées de dames et de satyres, devaient monter sur scène, chanter et jouer de cornemuses, violons, harpes, cornets à bouquin, cromornes, et tambourins.
Corteccia a également écrit en 1544 un ensemble de cinq madrigaux à quatre voix à jouer entre les actes de la comédie Il furto de Francesco d'Ambra. Beaucoup de ces madrigaux sont perdus, mais un autre ensemble survit, datant de 1565, écrit en collaboration avec Alessandro Striggio. Dans cet ensemble, chacun des compositeurs a écrit trois madrigaux et encore une fois c'était pour un mariage des Médicis. Comme le précédent, il a été conçu pour une interprétation entre les actes d'une pièce de d'Ambra.

## Source
- (it) Cet article est partiellement ou en totalité issu de l’article de Wikipédia en italien intitulé « Francesco Corteccia » (voir la liste des auteurs).

1. ↑  Il était parfois connu sous son nom latinisé : Franciscus Corticius.